# José Guillermo García
José Guillermo García (San Vicente, El Salvador; 4 de noviembre de 1933-Houston, Texas, Estados Unidos, 11 de abril de 2021) fue un antiguo general del ejército de El Salvador y ministro de Defensa del país.

## Biografía
José Guillermo García nació el 4 de noviembre de 1933 en San Vicente, El Salvador. A lo largo de su vida, García se desempeñó en varios cargos militares y políticos, durante un período turbulento en el país.
Ingresó a la Academia Militar de El Salvador y se graduó en 1957 ocupó varios cargos de liderazgo en las Fuerzas Armadas de El Salvador. Fue jefe de la Guardia Nacional de El Salvador en la década de 1970 durante un período marcado por la represión política y la violencia estatal en el país.
Posteriormente, fue nombrado ministro de defensa de El Salvador durante la Junta Revolucionaria de gobierno de El Salvador entre 1979 y 1982 y durante el posterior gobierno del presidente interino Álvaro Magaña. Como tal tuvo correspondiente participación directa en la guerra civil de El Salvador, donde hubo muchas violaciones de derechos humanos.
Finalmente él fue depuesto durante su presidencia por presión de altos mandos militares dirigidos por Juan Rafael Bustillo en 1983. Le sucedió Carlos Eugenio Vides Casanova. Emigró a los Estados Unidos en 1989.

## Ministro de Defensa
Durante su mandato, el gobierno de El Salvador implementó políticas de represión y represalias contra grupos y personas considerados opositores al gobierno. Esto llevó a un aumento de la violencia y las violaciones a los derechos humanos por parte de las fuerzas de seguridad y los escuadrones de la muerte.
Su tiempo como ministro de Defensa, se produjo la masacre de El Mozote en diciembre de 1981, donde unidades militares salvadoreñas llevaron a cabo una masacre en la que murieron cientos de civiles, incluyendo mujeres, niños y ancianos. La masacre fue documentada por investigadores de derechos humanos y generó condena a nivel internacional.
García mantuvo relaciones cercanas con los Estados Unidos, que proporcionó apoyo militar y financiero al gobierno salvadoreño para enfrentar la guerrilla comunista y mantener su influencia en la región durante la Guerra Fría.

## Controversias y acusaciones

### Acusaciones de Violaciones de Derechos humanos
Durante su cargo como ministro de Defensa del país, las Fuerzas Armadas salvadoreñas fueron acusadas de cometer violaciones a los derechos humanos, tales como, tortura y desapariciones forzadas

### Exilio y Juicios
En 1989, García fue relevado de su cargo como ministro de Defensa y se exilió en los Estados Unidos. En 2002, enfrentó un juicio civil en los Estados Unidos junto con el exministro de Defensa Carlos Eugenio Vides Casanova, por violaciones a los derechos humanos durante la guerra civil. El 17 de agosto de 2003 García fue demandado allí, junto con Carlos Eugenio Vides Casanova, en la corte de distrito de los Estados Unidos en West Palm Beach en dos acciones que sentaron precedentes:
- Ford vs. Garcia, una demanda hecha por las familias de cuatro Hermanas Maryknoll de Santo Domingo, quienes fueron asesinadas por el escuadrón de la muerte del ejército salvadoreño el 2 de diciembre de 1980. La defensa de García ganó el caso, y las familias apelaron. Su apelación fue negada y en 2003, la Corte Suprema de los Estados Unidos se negó a escuchar más alegatos sobre el caso.
- Ramagoza vs. Garcia, una demanda hecha por el Center for Justice and Accountability en nombre de los sobrevivientes de tortura durante la guerra civil de El Salvador y hecha por los torturados durate esa época Dr. Juan Romagoza, Carlos Mauricio y Neris González.

García perdió, y un juicio de más de US$54 000 000 fue iniciado contra su codefendido, y fue confirmado en apelación. Más tarde, como ya ocurrió antes con Casanova, a raíz de la segunda demanda, Estados Unidos decidió deportar a José Guillermo García a El Salvador el 15 de diciembre de 2015 por haber tenido conocimiento o participado en asesinatos y matanzas ocurridas en la década de 1980 en el país. Llegó a El Salvador el 8 de enero de 2016.
Desde que la Ley de amnistía en El Salvador fue declarada inconstitucional el 13 de julio de 2016 por la Sala de lo Constitucional de la Corte Suprema de Justicia y se detuvieron los esfuerzos de volver a ella en otra forma, que duraron hasta 2019, José Guillermo García ha sido encausado por crímenes de guerra que él presuntamente cometió como ministro de Defensa. 
Más tarde, el 14 de octubre de 2022, García fue detenido por su presunta participación en el asesinato de cuatro periodistas holandeses de la agencia de televisión holandesa IKON, conocido también como la masacre de Santa Rita. El 3 de junio de 2025 fue condenado a 15 años de prisión por el crimen y como fueron 4 los asesinados García recibió 15 años por cada asesinato, por lo que al final recibió una condena total de 60 años de cárcel.